# King Records
King Records war ein 1944 von Sydney Nathan gegründetes US-amerikanisches Independent-Label, dessen Katalog sich anfangs insbesondere auf Country- und Hillbilly-Musik spezialisiert hatte, aber auch die Musikgenres des Rhythm & Blues und Doo-Wop ins Repertoire aufnahm.

## Geschichte

### Gründer
Sydney „Syd“ Nathan litt früh unter Asthma und starker Sehschwäche. Während der Depression arbeitete er in den unterschiedlichsten Jobs, etwa als Schmuckverkäufer, Konzessionär eines Vergnügungsparks oder Wrestling-Promoter. Als er schließlich einen Plattenladen führte, kam er auf die Idee, ein Plattenlabel zu gründen.
Mit Hilfe der Familie kam ein Startkapital von 25.000 $ zusammen, mit dem er im August 1944 im eher Country-orientierten Cincinnati ein Plattenlabel unter dem Namen King Records gründete. Als die ersten Platten eine mindere Materialqualität aufwiesen, entschloss er sich zur zusätzlichen Gründung eines eigenen Presswerks. Um die Wertschöpfungskette weiter abzugreifen, gründete er den später sehr erfolgreichen Musikverlag Lois Music, bei dem er auch eigene Kompositionen unter dem Pseudonym Lois Mann registrieren ließ. Das von den großen Plattenlabels unabhängige King-Label musste sich deshalb nicht den Problemen stellen, denen sich ansonsten kleine Labels gegenübersahen: Sie waren abhängig von fremden Presswerken, Vertriebsnetzen und Zahlungseingängen. Nathan sagte hierüber spöttisch: „Um eine Plattenfirma zu gründen, braucht man einen Schreibtisch, ein Telefon und einen Rechtsanwalt.“ Der Verwaltungsaufwand bei King Records wurde gering gehalten, weil fast alles im Hause ohne Fremdfirmen produziert wurde: Man hatte bald ein eigenes Aufnahmestudio mit eigener Sessionband, die Masterbänder wurden hier erstellt; selbst Plattencovers, -verpackung und -versand wurden übernommen. Es gab auch nicht das sonst übliche pauschale Pressen von Mindeststückzahlen, sodass bei weiterem Bedarf sofort nachgepresst werden musste. Zunächst hatten die meisten Platten keine Chance, auf den umsatzstärkeren Pop-Markt als Crossover zu gelangen, weil ihre Texte zu riskant waren und deshalb von weißen Radiostationen nicht gespielt wurden.

### Weitere Plattenlabels
Nathan begnügte sich nicht mit nur einem Label, obwohl er nicht übersehen konnte, ob er für weitere Labels genügend Interpreten akquirieren würde. Im August 1945 gründete er das Tochterlabel Queen Records, das sich ausschließlich der schwarzen Musik widmen sollte. Bereits im September 1945 erschien hier die erste Platte The Honeydripper von Bull Moose Jackson. Aber schon im August 1947 wurde Queen eingestellt und sein Katalog von 75 Platten etwa von Slim Gaillard, Annisteen Allen, Tab Smith und etablierten Gospel-Interpreten wie The Southern Harps, Wings Over Jordan und The Harmoneers wurden zu King Records übertragen („King Race Series“). Die Fusion mit King Records fand am 1. September 1947 statt.
Im selben Jahr erwarb Nathan die Mehrheit an der Deluxe Records in Linden, New Jersey. Das vielseitige Label hatte Pop, Rhythm and Blues, Jazz, Gospel und Country & Western im Repertoire. Im März 1949 wurde dessen Sitz ebenfalls nach Cincinnati verlegt. Im Februar 1951 gehörte schließlich DeLuxe komplett zu Syd Nathans Firmen. Viele DeLuxe-Aufnahmen wurden auf King-Singles und Albums veröffentlicht, sodass eine klare Abgrenzung nicht mehr stattfand.
Im November 1950 schließlich gründete Nathan das Tochterlabel Federal Records. Es war ausschließlich für R&B-Interpreten geplant. Billy Ward & the Dominoes, Hank Ballard & The Midnighters und James Brown and His Famous Flames kamen hier unter Vertrag. Im August 1953 wurde Glory Records in Miami, Florida, erworben, hier wurde vorwiegend Country produziert.

### Die Gründerjahre
Im benachbarten Dayton produzierte Nathan bereits im September 1943 die zum Country & Western gehörenden Sheppard Brothers (Merle Travis und Grandpa Jones). Mit der Katalognummer King 500 erschien als erste Platte des neuen Labels von ihnen You’ll Be Lonesome Too / The Stepping Out Kind sowie mit #501 When Mussolini Laid His Pistol Down / Two Time Annie, obwohl das King-Label erst im August 1944 formal offiziell gegründet wurde. Der erste frühe Hitparadenerfolg kam dann bereits mit #505, Cowboy Copas mit Filipino Baby / I Don’t Blame You, das bereits im labeleigenen neuen Aufnahmestudio („King Recording Studio“) im April 1945 in der 1540 Brewster Avenue, Cincinnati, entstand (Produzent war Nathan selbst). Die Single wurde erst im August 1946 veröffentlicht und drang bis Platz vier der C&W-Charts vor. Ein Instrumental von Hank Penny, der Steel Guitar Stomp (mit Merle Travis; #528), folgte im Juni 1946 ebenfalls bis auf Platz vier. Im Oktober 1946 kam eine Mischung von Country, Boogie Woogie und Blues in die Tonstudios, als der Country-Pianist Moon Mullican mit dem Cajun-Stück New Pretty Blonde (New Jole Blon) / When A Soldier Knocks and Finds Nobody Home aufnahm und im Februar 1947 bis auf Platz zwei in den C&W-Charts emporkletterte. Der Song für den wachsenden Country-Boogie-Markt sollte innerhalb der nächsten drei Jahre zum ersten Millionenseller des noch jungen King-Labels werden.
Nun begann die Phase der Race Music, wie Rhythm and Blues damals noch genannt wurde. Aber nicht immer wurden dafür die labeleigenen Studios genutzt. Als der Boogie-Pianist Ivory Joe Hunter die Ballade Don't Be No Fool-Fool am 6. September 1947 aufnahm, wurde ein Tonstudio in New York City genutzt. Danach ging man am 18. November 1947 nach Nashville, um mit Owen Bradleys Gitarrenarbeit In Time aufzunehmen. The Code Song beinhaltete Morsezeichen, die in den Text eingearbeitet wurden. Die Session vom 5. Dezember 1947 fand wiederum in Cincinnati statt. Hier wurde Ivory Joe von fünf Musikern aus Duke Ellingtons Orchester begleitet.
Für den 28. Dezember 1947 war eine denkwürdige Session in den King-Studios geplant. Der gerade akquirierte Wynonie Harris spielte Good Rockin’ Tonight mit einer talentierten Band ein, mit der B-Seite Good Morning Mr. Blues (am 23. Dezember 1947 in Cincinnati aufgenommen). Das Original stammte von Roy Brown, der es mit Begleitung durch Bob Ogdens Orchestra in Cosimo Matassas New Orleans-Studio im Juli 1947 unter DeLuxe #1093 (mittlerweile Teil von King) aufgenommen hatte. So gehörten dann beide Platten zum selben Plattenkonzern. Auch Roy Browns berühmter Hard Luck Blues wurde später hier am 19. April 1950 eingespielt (# 1 R&B).

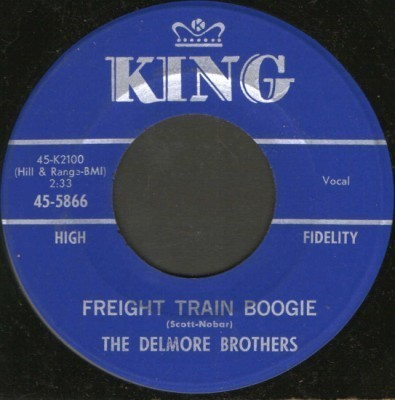
Delmore Brothers – Freight Train Boogie (Reissue von 1964)

Dann kam eine schwere Zeit für die gesamte amerikanische Schallplattenindustrie, da am 1. Januar 1948 alle US-amerikanischen Tonstudios durch den „Petrillo Recording Ban“ mit einem bis Dezember 1948 andauernden faktischen Aufnahmeverbot belegt wurden. Deshalb nahm Wynonie Harris auch erst am 19. Dezember 1948 wieder weitere Platten auf. Um zu überleben, waren US-weit die Plattenfirmen darauf angewiesen, aus ihren Archiven die noch unveröffentlichten Aufnahmen herauszubringen.
Am 6. Mai 1949 wurde in Cincinnati von den im Jahre 1946 zu King gekommenen Delmore Brothers ein Stück aufgenommen, das von vielen Fachleuten als eines der ersten Rock & Roll-Stücke angesehen wird. Der Song Blues Stay Away from Me kam im September 1949 in die C&W-Charts und erreichte als erster Hit des Labels dort die Nummer eins. Zehn Tage später standen Wayne Rainey und Lonnie Glosson im selben Studio und nahm Why Don’t You Haul Off and Love Me auf, eine weitere C&W-Nummer-Eins und der erste Crossover-Hit des Labels mit einem Platz 25 in den Pop-Charts.

### Produzenten und Plattenverantwortliche in den 1950er Jahren

Little Willie Littlefield – K.C. Loving

Syd Nathan war stark beschäftigt und delegierte deshalb die Produktionsarbeit ab Juni 1945 an Henry Glover, einem Trompeter aus Lucky Millinders Band, der auch komponierte. Im Dezember 1950 holte Nathan für sein Federal-Label Ralph Bass als Produzenten. Beide machten sich schnell an die Arbeit. Am 30. Dezember 1950 produzierte Bass für die Dominoes mit Sixty Minute Man (Federal #12022) einen textlich extrem sexuell orientierten Song, der es zur Nummer eins der R&B- und Nummer 17 der Pop-Charts schaffte und nach seiner Veröffentlichung im März 1951 insgesamt 500.000-mal verkauft wurde. Nach einem Jahr überstieg er sogar die Millionengrenze. Für den 10. Januar 1951 war wieder das Earl Bostic Orchestra im Studio, um das Instrumental Flamingo einzuspielen, ein weiterer Nummer-Eins-R&B-Hit. Bass nahm im August 1952 den obskuren Boogie Woogie-Pianisten Little Willie Littlefield auf, der mit K.C. Loving (Federal #12110) eine der ersten Kompositionen von Jerry Leiber und Mike Stoller aufgriff. Der Song wurde chartmäßig nicht wahrgenommen, aber unter dem Titel Kansas City später zu einem der am meisten gecoverten Rock-’n’-Roll-Songs.
Einen weiteren sexuell riskanten Text enthielt Work With Me, Annie von Hank Ballard & the Midnighters, am 14. Januar 1954 aufgenommen. Die schwarzen Käufer störte das nicht und machten den Song zum Millionenseller, der 7 Wochen an der Spitze der R&B-Charts verharrt. Bei John Watson, später als Johnny Guitar Watson bekannt, leistete Bass futuristische Pionierarbeit. Space Guitar (Federal #12175) wurde am 1. Februar 1954 mit Hall- und Feedback-Effekten von der Gitarre aufgenommen – die Vorwegnahme späterer Standardeffekte in der Pop- und Rockmusik.
Dann kam der wohl denkwürdigste Tag des Label-Konzerns. Am 4. Februar 1956 war der Boss Syd Nathan im Kontrollraum des Hauptstudios anwesend, als Producer Ralph Bass seine neueste Entdeckung präsentierte: James Brown and The Famous Flames. Sie begannen mit ihrem oft zuvor geprobten Please Please Please. „Was ist das? Was zur Hölle machen die da? Halt‘ das Band an, das klingt nicht gut!“ unterbrach der Labelboss die Session. „Ich habe Euch angestellt, um Talente zu finden. Diesen Lärm mit nur einem Wort will niemand hören“, schimpfte Nathan. Nach weiteren Wortwechseln mit seinen Leuten verließ der Labelboss verärgert das Studio. Unbeirrt nahm man den Song und drei weitere Stücke auf. Der Produzent wurde wenige Tage später gefeuert, aber widerwillig stimmte Nathan einer Veröffentlichung am 3. März 1956 dann doch zu. Als die Platte bereits am 11. April 1956 Platz sechs erreichte und eine Million umsetzte, war Nathan versöhnt und stellte Ralph Bass wieder ein. Damit hatte eine der größten R&B- und Soulkarrieren ihren Anfang genommen.
Am 1. März 1956 stand ein kleinwüchsiger Sänger namens Little Willie John im Studio. In einer fast 6-stündigen Session wurde der in Moll gehaltene 12-taktige Blues Fever, arrangiert mit den Tenorsaxophonen von Ray Felder und Rufus „Nose“ Gore sowie der jazzigen Gitarre von Bill Jennings und Fingerschnippen, das nur marginal die bluesige Stimmung auflockerte, aufgenommen. Der Song mit erotischem Inhalt besaß ein solides, gospelähnlich wirkendes Arrangement, das mit der einzigen # 1 R&B für den Interpreten Little Willie John belohnt wurde und als Crossover noch Platz 24 Pop erreichte. Später schaffte das Original auch Millionensellerstatus und avancierte zu einer klassischen Covervorlage für andere Interpreten.
King Records größter Rock-&-Roll-Erfolg war Bill Doggetts Instrumental Honky Tonk, das auf einem schnellen Orgel-Rhythmus basierte, der die Grundlage für Staccato-Solos des Tenorsaxophonisten Clifford Scott bildete, die wiederum durch schnelle Gitarrenakkorde von Billy Butler verbunden wurden. Aufgenommen am 16. Juni 1956 in den New Yorker Studios des Labels, brachte es der Song im August 1956 bis zur Pop #2 und wurde über vier Millionen Mal verkauft.
James Brown brauchte allerdings 11 Singles, bis ihm mit Try me seine erste #1 R&B gelang, aufgenommen am 18. September 1958 und gleichzeitig sein erster Crossover mit einem #48 Pop.

### Die 1960er Jahre
Hank Ballard hatte inzwischen eine Reihe von textlich unsauberen Stücken herausgebracht, als er mit seiner Gruppe Midnighters im Dezember 1958 zunächst für Federal #12345 die textlich harmlose B-Seite The Twist komponierte. Der schnelle zwölf-taktige Blues nutzte die Grundmelodie des Drifters-Hits aus dem Jahr 1955 What 'Cha Gonna Do?. The Twist notierte als B-Seite eigenständig als Platz 16 der R&B-Charts. Dick Clark, Moderator der populären TV-Popshow American Bandstand, war so fasziniert von dem Song, dass er einen gewissen Ernest Evans damit in ein Tonstudio schickte. Unter dessen Künstlernamen Chubby Checker kam im Juli 1960 The Twist heraus und schoss zur Spitze der Popcharts. Checkers Version wies derartige Ähnlichkeiten mit dem Original auf, dass Hank Ballard beim Radiohören dachte, es sei sein Stück. Im Dezember 1961 wurde Checkers Twist nochmals veröffentlicht und erreichte erneut die #1-Position – allerdings jeweils für das konkurrierende Parkway-Label.
Am 26. August 1960 nahm der Chicagoer Bluesgitarrist Freddie King in seiner ersten Session für Federal den Instrumentaltitel Hideaway auf, mit dem er im März 1961 bis auf Platz fünf der R&B-Charts vordringt. Erneut gegen den Willen von Nathan wird am 24. Oktober 1962 im New Yorker Apollo Theater und einer Zahlung von 5.700 $ an das Theater eine Live-Aufführung von James Brown aufgenommen. Nathan war der Auffassung, dass niemand an einem Live-Album mit bereits veröffentlichten Songs interessiert sei. Der Labelboss irrte ein zweites Mal. Als nach erst neun Monaten am 30. Juni 1963 das Album veröffentlicht wurde, erreichte es die Nummer zwei der LP-Charts und verblieb dort für 66 Wochen. Es entwickelte sich zum erfolgreichsten Album aller Zeiten mit Millionensellerstatus bei King Records.

### Wichtige Plattenleute gehen
Hal Neely, den Nathan im Januar 1958 zum Vizepräsidenten und Generaldirektor des Plattenkonzerns gemacht hatte, verließ im Juni 1964 das Label wegen unterschiedlicher Zielvorstellungen über die künftige Positionierung der Labels innerhalb eines sich stark verändernden Plattenmarktes. Neely ging als Vizepräsident zu Starday Records nach Nashville. Bereits im Jahre 1958 wechselte Glover zu Roulette Records, während 1959 sich Ralph Bass von Chess Records abwerben ließ.

### James Brown bleibt dem Label treu
Im Juli 1965 wird Papa’s Got a Brand New Bag veröffentlicht, obwohl Nathan wiederum erhebliche Bedenken geäußert hatte. Ein mit vielen Rhythmuswechseln versehener Song, der bereits den erst später aufkommenden Funky-Sound in Ansätzen erkennen ließ. Das generelle Gospel-Feeling wird durch Jazz-Licks überbrückt mit einem Tenorsaxophon-Solo von Maceo Parker. Es wurde Browns zweiter Nummer-eins-Hit, und mit Platz acht war es auch für den Popmarkt akzeptabel und machte ihn weltweit bekannt. Mit I Got You kam im November 1965 eine weitere Platte heraus, die sich noch zu einem besseren Crossover entwickelte (#1 R&B, #3 Pop). Im April 1966 durfte die Plattenwelt dann das für Browns sonst üblichen Sound außergewöhnlich softe, geigenbeherrschte Arrangement mit einem deutlich chauvinistischen Text in It's a Man's Man's Man's World bestaunen. „Die Welt ist eine Welt des Mannes, in der nichts ohne Männer funktioniert; die Welt wäre aber dennoch nichts ohne Frau“. Der Text stammt jedoch nicht etwa von James Brown, sondern von Betty Jean Newsome, während der Titel ein Wortspiel auf den Comedyfilm It's a Mad, Mad, Mad, Mad World darstellte.

### Tod des Plattenbosses und Niedergang des Konzerns
Als am 5. März 1968 Sydney Nathan starb, gab es in seinem Platten-Imperium – das mittlerweile zur sechstgrößten unabhängigen Plattengruppe in den USA aufgestiegen war – niemanden, der seine Rolle übernehmen konnte. Nathans Familie verkaufte die gesamte Gruppe am 9. Oktober 1968 an den ehemaligen Stellvertreter Nathans und jetzigem Vizepräsidenten des Starday-Labels, Hal Neely für 1,75 Millionen $. Noch im selben Monat kauft die LIN Broadcasting Company die Starday-King-Gruppe zusammen mit King Records für 5 Millionen $. Um Liquidität zu schöpfen, verkaufte LIN im Juli 1971 James Browns Plattenvertrag mit noch siebenjähriger Laufzeit und alle Mastertapes an Polydor Records für 1,3 Millionen $.
Neely schloss die Hauptverwaltung samt Studios in Cincinnati und ließ einen Teil der Einrichtung zu Starday Records transportieren. Der Kettenverkauf ging im Jahre 1974 weiter. Der Musikverleger Freddie Bienstock, Jerry Leiber und Mike Stoller verkauften den Firmennamen King mit seinem Logo und den Mastertapes an Moe Lytle von Gusto Records in Nashville. Die drei behielten jedoch die Verlagsrechte an den meisten Songs von King Records.
Posthum wurde Syd Nathan im März 1997 in die Rock and Roll Hall of Fame aufgenommen. Trotz der vielen Meinungsverschiedenheiten und Streitigkeiten hatte James Brown, der alleine fast 100 Singles und annähernd 50 Alben für King/Federal in den Bestseller-Charts platzieren konnte, viele gute Worte für seinen Förderer übrig: „Syd Nathan gab diesem armen Landjungen aus Georgia das Vehikel, um alles zu probieren, wovon ich schon immer geträumt hatte“. „Ich müsste lügen, wenn ich behaupten würde, ich wäre ein Weltstar geworden ohne die Hilfe von Herrn Nathan. Er war der erste, der mir eine Chance gab“, erzählte er Gerri Hirshey.

## Statistik
Für Nathan sind unter dem Pseudonym Lois Mann 204 Kompositionen bei BMI eingetragen, meistens auf seinen Musikverlag Lois Music, von denen 5 einen BMI-Award erhielten. Henry Glover ist sogar mit 453 Titeln vertreten, Ralph Bass brachte es auf 171 Registrierungen. Während im Jahre 1949 King Records noch 6 Millionen Platten verkaufte, waren es Mitte der 1950er Jahre bereits 20 Millionen Platten jährlich. Der King Records-Katalog bestand letztlich aus über 10.000 Aufnahmen, von denen genau 156 in die R&B-Charts kamen. Die Label-Gruppe um King Records setzte etwa 150 Millionen Schallplatten um, womit Nathan als einer der größten Produzenten der amerikanischen Musikindustrie qualifiziert werden kann.